# Allocapnia frisoni
Allocapnia frisoni är en bäcksländeart som beskrevs av Ross och William Edwin Ricker 1964. Allocapnia frisoni ingår i släktet Allocapnia och familjen småbäcksländor. Inga underarter finns listade i Catalogue of Life.